# Harriet Lee
Harriet Lee, född 1757, död den 1 augusti 1851, var en engelsk författare, syster till Sophia Lee.
Harriet Lee var dotter till en skådespelare vid Covent Garden-teatern och förestod länge tillsammans med systern en flickskola i Bath. De skrev dels var för sig åtskilliga romaner och dramer, dels i samarbete Canterbury tales (5 band, 1797–1805; ny upplaga 1857), noveller, som fick stor spridning, i synnerhet i Amerika. På en av dessa berättelser, Kruitzner, or the german’s tale, byggde Byron sitt sorgespel Werner.  Bland Harriet Lees arbeten kan nämnas även romanen The errors of innocence (5 band, 1786).